# Leitfernrohr

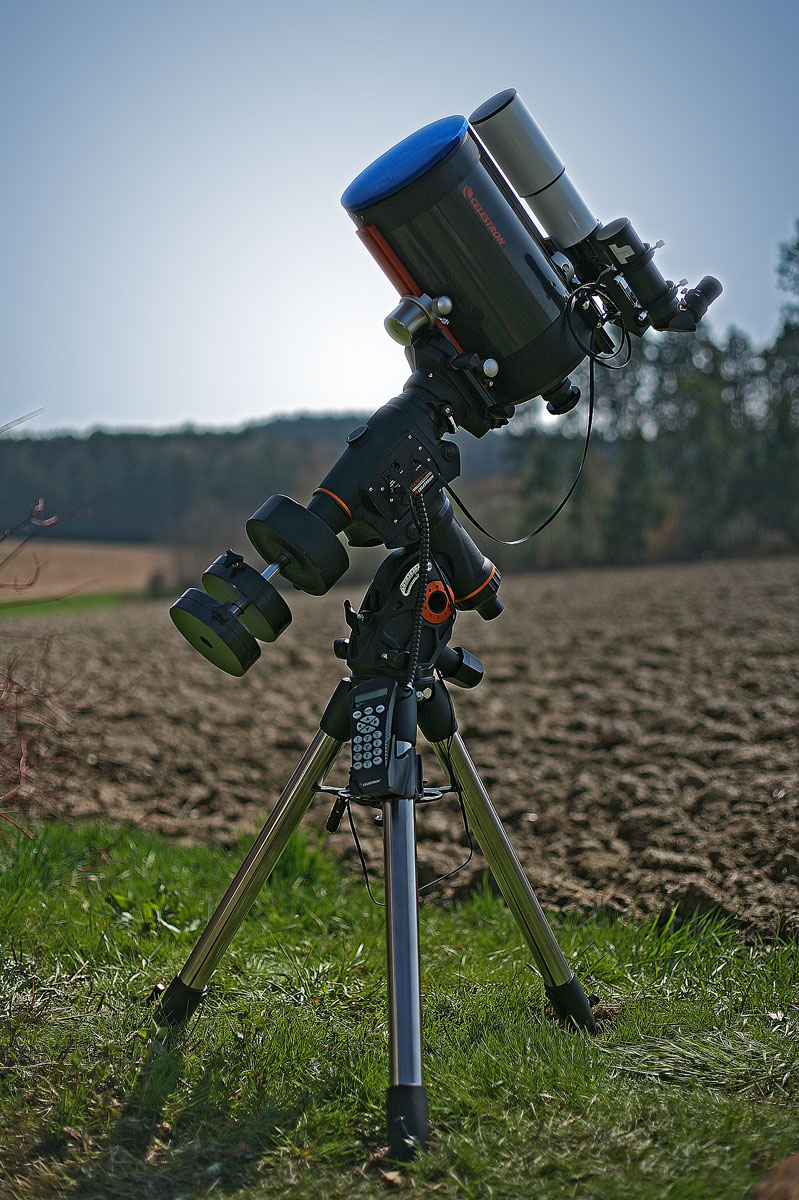
Leitfernrohr (weiß) auf einem Amateurteleskop

Als Leitfernrohr oder Leitrohr wird in der Astronomie ein langbrennweitiges Fernrohr zur Kontrolle von lang belichteten Himmelsaufnahmen bezeichnet.
Das Leitrohr ist parallel zu einem zweiten Fernrohr oder einem Astrografen montiert und überwacht die manuelle oder maschinelle Nachführung der täglichen Drehung des Sternhimmels. Treten kleine Abweichungen auf, wird entweder die Nachführgeschwindigkeit angepasst (mit CCD-Sensoren kann dies auch automatisch geschehen) oder eine kleine Winkeländerung der Querachse (Deklination) vorgenommen. Ziel ist, eine genau punktförmige Abbildung der Sterne zu erreichen. Dafür sollte die Brennweite des Leitfernrohr mindestens doppelt so lang sein wie jene der Kamera (bei einem Doppelteleskop können die Verhältnisse anders sein). Moderne elektronische Nachführsysteme die "Subpixelgenau" arbeiten, können auch eine Optik mit relativ kurzer Brennweite als Leitfernrohr verwenden. Dort spricht man von sogenanntem Sucher-Guiding.
Die vorgenannte Methode setzt äquatoriale Montierung voraus, wo die "Stundenachse" zum Himmelspol weist. Neuere, oft GPS-gesteuerte Instrumente sind aber meistens azimutal montiert (vertikale Drehachse ähnlich einem Theodolit). Hier tritt eine Bildfelddrehung auf (siehe parallaktischer Winkel), die zusätzlich korrigiert werden muss oder sich (nach einigen Minuten) als kurze Strichspuren der Sterne bemerkbar macht.
Die Richtungskontrolle erfolgt mit einem Leitstern von geeigneter Helligkeit, der vom Beobachter genau auf dem Fadenkreuz des Leitfernrohres gehalten wird. Der Leitstern sollte am Himmel etwa in Richtung der Himmelsaufnahme (d. h. der Bildmitte) stehen. Ist sein Winkelabstand zu groß, bewirkt die mit der Höhe veränderliche astronomische Refraktion ein geringes Auseinanderdriften von Leitstern und fotografischer Achse.
Moderne Großteleskope können sich auch gegenseitig in der Richtung überwachen, wenn sie eine gekoppelte Steuerung haben – etwa beim Large Binocular Telescope (LBT).